# 伊麗莎白·博爾內
伊丽莎白·博尔内（法語：Élisabeth Borne，發音：[elizabɛt bɔʁn]；1961年4月18日—），是法國政治人物。曾任法國勞動部長、總理等職。
她曾在2020年至2022年擔任法國勞動部長。2022年5月16日，在總統選舉後，让·卡斯泰按傳統辭職，總統埃马纽埃尔·马克龙任命她為總理。
1月8日，總統馬克龍總統宣佈，伊丽莎白·博尔内向總統提交政府的辭呈，已獲總統接納。她將擔任看守總理，直到新政府被任命。
1月9日，馬克宏任命同黨的青教部長加布里埃爾·阿塔爾為總理，當日阿塔爾便前往總理府，展開政務交接。
2024年12月23日，伊莉莎白·博恩出任法國教育部長。